# Microbiologia alimentària

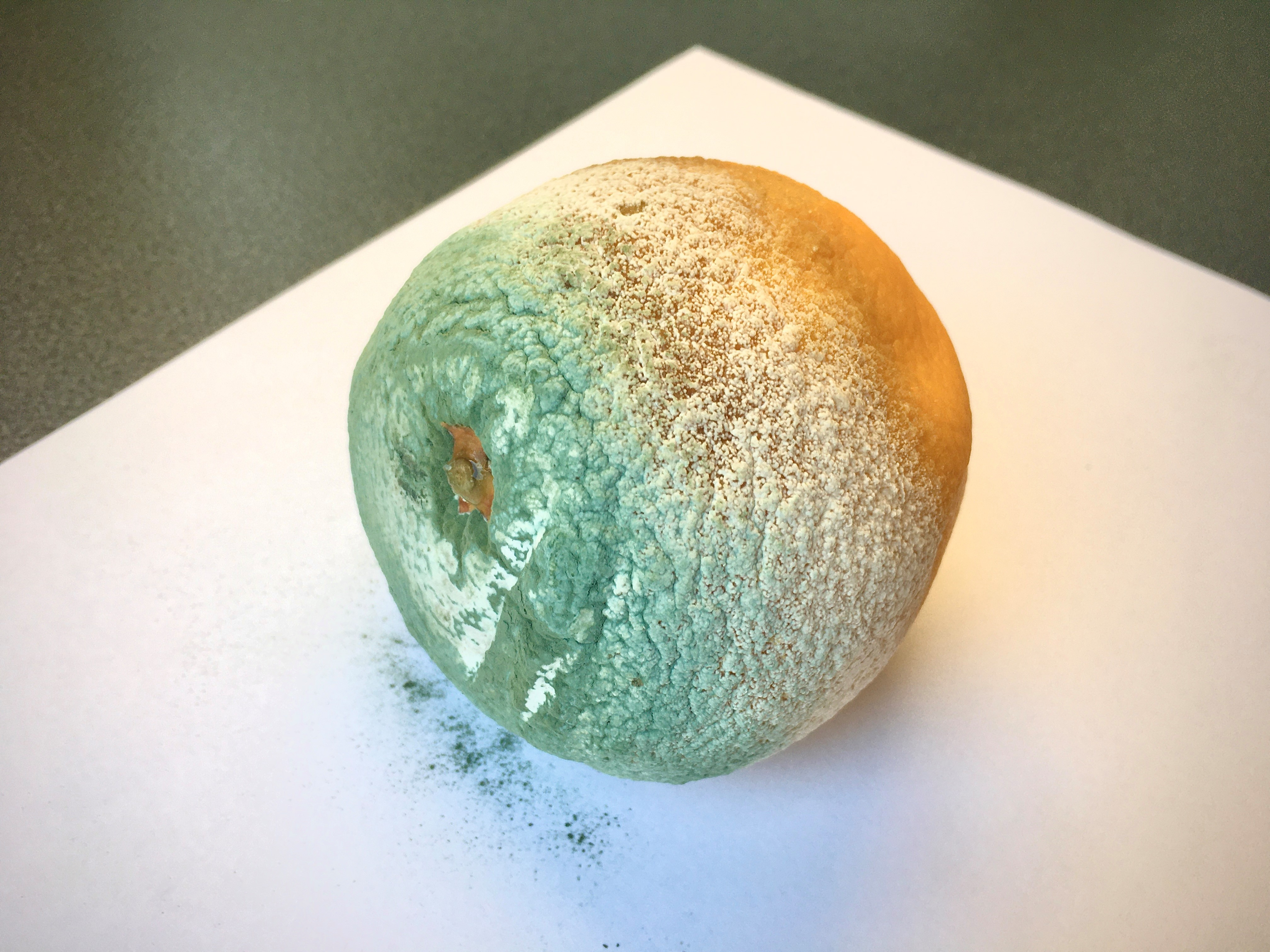
Taronja florida per Penicillium digitatum, un dels microorganismes més habituals en la microbiologia dels cítrics.

La microbiologia alimentària és el camp acadèmic i interdisciplinari que estudia les interaccions dels microorganismes amb els aliments, tant pel que fa a les relacions beneficioses d’aquestes espècies com també quant a les perjudicials per a la salut agrícola, ramadera i humana.
Aquesta branca científica inclou un ventall molt divers de tècniques d’anàlisi per tal de comercialitzar béns de consum amb la celeritat més gran possible i alhora assegurar els criteris de seguretat, higiene i preservació tant dels mateixos productes com de l'espai industrial on es produeixen. Al tombant del segle xxi, dels més de 1130 milions d’anàlisis microbiològiques efectuades arreu del món, prop d’un 20% eren destinades al control de patògens vírics, fúngics i bacterians clau com Escherichia coli o d’espècies pertanyents als gèneres Salmonella, Campylobacter i Clostridium.
L’estudi microbiològic i les seves anàlisis es preveu que gaudeixin d’un creixement molt ràpid en les dècades vinents, especialment en bona part dels nous estats considerats noves potències econòmiques. El futur a curt termini dels avenços instrumentals, digitals i les noves tècniques de detecció –sorgits a conseqüència d’una necessitat creixent d’optimitzar l'alimentació a una població creixent i de prevenció de la fam i el malbaratament alimentari– s’espera que integri totalment la transcriptòmica, l'avaluació de la patogènesi en situacions de canvi climàtic o el modelatge predictiu (a partir de paràmetres com el pH, l'activitat de l’aigua, la temperatura, l'indret geogràfic, etc).